# Langoat
Langoat (tiếng Breton: Langoad) là một xã của tỉnh Côtes-d’Armor, thuộc vùng Bretagne, tây bắc Pháp.

## Dân số
Người dân ở Langoat được gọi là Langoatais.